# اوسورییسک
شهر اوسورییسک (به روسی: Уссурийск) در کشور روسیه و در کرای پریمورسکی واقع شده‌است.